# Wilhelm von Auxerre
Wilhelm von Auxerre oder latinisiert Guillelmus Autissiodorensis (* um 1140/45; † 3. November 1231 (?) in Rom) war ein Theologe der Frühscholastik.
Wilhelm von Auxerre war Magister an der Universität Paris und Erzdiakon von Beauvais. Er gehörte zu den drei Autoren, die von Papst Gregor IX. beauftragt wurden, an einer Neuausgabe der Physik und der Metaphysik des Aristoteles mitzuwirken, da die im Umlauf befindliche Ausgabe wegen vorhandener „Irrtümer“ von der Kurie verboten worden war.
Sein einflussreichster Lehrer war Praepositinus, auch genannt Prevostin von Cremona, Kanzler der Universität Paris von 1206 bis 1209. Wilhelm war Lehrer des Johannes von Treviso, eines der ersten Theologen des neuen Predigerordens der Dominikaner.
Das Hauptwerk des theologisch-philosophischen Schriftstellers ist eine umfangreiche theologische Summe, die sogenannte „Summa aurea“. Daneben verfasste er eine Liturgieerklärung, die Summa de officiis ecclesiasticis. Ein Glossenkommentar zum Anticlaudian des Alanus ab Insulis ist in nur einer einzigen Handschrift überliefert und lag zumindest bis 2007 in keiner Edition vor.